# Estadio Municipal El Morón
Estadio Municipal El Morón – stadion piłkarski w gwatemalskim mieście Iztapa, w departamencie Escuintla. Obiekt może pomieścić 2 500 widzów, a swoje mecze rozgrywa na nim drużyna Deportivo Iztapa.
Obiekt posiada całkowicie krytą trybunę, a także kabiny dla mediów. Koszt budowy obiektu wyniósł nieco ponad trzy miliony quetzali.